# Irving Hetherington Carruthers
Irving Hetherington Carruthers (* 27. Oktober 1888, Samoa; † 5. Juli 1974) war ein West-Samoanischer Geschäftsmann und Politiker.

## Leben
Carruthers wurde 1888 in Samoa geboren. Er war eines von fünf Kindern von Richard und Matua Carruthers. Sein Vater war ein schottischer Anwalt (solicitor), der von Melbourne, Australien nach Samoa gekommen war und für Robert Louis Stevenson arbeitete. Irving Carruthers erhielt seine Schulbildung an der Schule der Maristen-Schulbrüder in Apia, danach begann er als Geschäftsmann zu arbeiten. Er pachtete eine Kakao-Plantage in Malaedono und wurde Mitglied des Committees der Chamber of Commerce und der Planters Association.
Carruthers heiratete Anne Jennings von Swains Island und hatte mit ihr fünf Kinder. Anne starb Anfang der 1900er. Carruthers heiratete später erneut: Vaopunimatagi Seumanautafa (1919). Nach dem Tod seiner zweiten Frau heiratete er Moe (1934), mit der er nochmals drei Kinder hatte. 1929 gründete er I.H. Carruthers, eine Kakao und Kopra-Handelsgesellschaft. Später wurde diese umbenannt in Eveni Carruthers.
Carruthers bewarb sich 1932 für die Western Samoan General Election für die Legislative Assembly of Samoa mit Unterstützung der Chamber of Commerce und der Planters’ Association und wurde zusammen mit seinem Schwager Alan Cobcroft gewählt. Er wurde 1935 erneut gewählt, ließ sich aber 1938 nicht erneut aufstellen.